# Danis Tanović
Danis Tanović, född 20 februari 1969 i Zenica i dåvarande SFR Jugoslavien, är en bosnisk filmregissör. Han har bland annat regisserat Ingenmansland (2001), som belönades med en Oscar för bästa utländska film.

## Filmografi i urval
- 2001 – Ingenmansland
- 2002 – 11'0901 - September 11 (delen "Bosnia-Herzegovina")
- 2005 – L'Enfer
- 2009 – Vittne till ett krig
- 2010 – Cirkus Columbia